# Olympische Sommerspiele 1972/Teilnehmer (Iran)
| Gelbes Symbol für Goldmedaillen mit stilisierten Olympischen Ringen | Graues Symbol für Silbermedaillen mit stilisierten Olympischen Ringen | Braundes Symbol für Bronzemedaillen mit stilisierten Olympischen Ringen |
| ------------------------------------------------------------------- | --------------------------------------------------------------------- | ----------------------------------------------------------------------- |
| —                                                                   | 2                                                                     | 1                                                                       |

Der Iran nahm an den Olympischen Sommerspielen 1972 in München mit einer Delegation von 48 männlichen Athleten an 33 Wettkämpfen in sieben Sportarten teil. Fahnenträger bei der Eröffnungsfeier war der Ringer Abdollah Movahed.

## Teilnehmer nach Sportarten

### Boxen
- Manuchehr Bahmani
Bantamgewicht: 2. Runde

- Jabar Feli
Federgewicht: 2. Runde

- Hassan Eghmaz
Leichtgewicht: 2. Runde

- Nosra Vakil Monfard
Halbweltergewicht: 1. Runde

- Vartex Parsanian
Weltergewicht: Achtelfinale

### Fechten
- Ali Asghar Pashapour
Florett, Einzel: Vorrunde
Degen, Einzel: Vorrunde

- Pirouz Adamiyat
Degen, Einzel: Vorrunde

### Fußball
- Gruppenphase

- Kader
  - Tor

1 Reza Gholfsaz
19 Mansour Rashidi
  - Abwehr

2 Ebrahim Ashtiyani
3 Jafar Ashraf Kashani
4 Magid Halvaei
5 Akbar Kargarjam
17 Javad Allahverdi
18 Mehdi Monajati
  - Mittelfeld

6 Parviz Ghelichkhani
7 Ali Parvin
8 Ali Jabbari
9 Mohamad Sadeghi
12 Gholam Vafakhah
13 Javad Ghorab
16 Alireza Azizi
  - Sturm

10 Safar Iranpak
11 Asghar Sharafi
14 Mahmoud Khordbeen
15 Mehdi Lari Lavasani

### Gewichtheben
- Arjomand Mohamed Nasehi
Fliegengewicht: Wegen Dopings disqualifiziert

- Mohammad Nassiri
Bantamgewicht: Silber

- Nasrollah Dehnavi
Leichtgewicht: 5. Platz

### Leichtathletik
- Reza Entezari
400 Meter: Viertelfinale
800 Meter: Vorläufe

- Teymour Ghiassi
Hochsprung: 25. Platz in der Qualifikation

- Farhan Navab
100 Meter: Vorläufe

### Radsport
- Behrouz Rahbar
1000 Meter Zeitfahren: 28. Platz

- Khosro Haghgosha
4000 Meter Einerverfolgung: 25. Platz in der Qualifikation

- Khosro Haghgosha, Mohamed Khodavand, Gholam Hossein Koohi & Behrouz Rahbar
100 Kilometer Mannschaftszeitfahren: 32. Platz
4000 Meter Mannschaftsverfolgung: 22. Platz in der Qualifikation

### Ringen
- Rahim Aliabadi
Halbfliegengewicht, griechisch-römisch: Silber

- Mahdi Houryar
Fliegengewicht, griechisch-römisch. 2. Runde

- Firouz Alizadeh
Bantamgewicht, griechisch-römisch: Rückzug nach 1. Runde

- Mohammad Dalirian
Leichtgewicht, griechisch-römisch: 3. Runde

- Ibrahim Javadi
Halbfliegengewicht, Freistil: Bronze

- Mohammad Ghorbani
Fliegengewicht, Freistil: Rückzug nach 1. Runde

- Ramezan Kheder
Bantamgewicht, Freistil: 7. Platz

- Shamseddin Seyyed Abbasi
Federgewicht, Freistil: 5. Platz

- Abdollah Movahed
Leichtgewicht, Freistil: Rückzug nach 1. Runde

- Mansour Barzegar
Weltergewicht, Freistil: 5. Platz

- Ali Hagilou
Mittelgewicht, Freistil: 3. Runde

- Reza Khorrami
Halbschwergewicht, Freistil: 5. Platz

- Abolfazl Anvari
Schwergewicht, Freistil: 4. Runde

- Moslem Eskandar-Filabi
Superschwergewicht, Freistil: 4. Platz